# 1854
| 2. tisíciletí |

◄   18. stol. • 19. století • 20. stol.    ►
◄◄   ◄   1850 • 1851 • 1852 • 1853 • 1854 • 1855 • 1856 • 1857 • 1858   ►   ►►
1854 (MDCCCLIV) byl rok, který dle gregoriánského kalendáře započal nedělí.

## Události
- 4. ledna – Francouzské a britské loďstvo vyrazilo do Černého moře.
- 17. února – Vyhlášení Oranžského svobodného státu.
- 20. března – Založení americké Republikánské strany.
- 27. resp. 28. března – Francie a Spojené království vypověděly Rusku válku (Krymská válka).
- 31. března – Podepsána Smlouva z Kanagawy mezi Spojenými státy americkými a Tokugawským šógunátem (Japonskem).
- 8. září – Bitva na řece Almě
- čeští přistěhovalci založili město Praha v americkém Texasu.
- Británie uznává nezávislost Transvaalu

### Probíhající události
- 1817–1864 – Kavkazská válka
- 1850–1864 – Povstání tchaj-pchingů
- 1853–1856 – Krymská válka

## Vědy a umění
- 5. července – při požáru muzea ve Filadelfii byl zničen šachový stroj Turek
- 25. listopadu – František Škroup dirigoval první provedení Wagnerovy opery na českých jevištích – Tannhäuser ve Stavovském divadle.
- Božena Němcová dokončila své nejznámější dílo, román Babička.

## Narození

### Česko

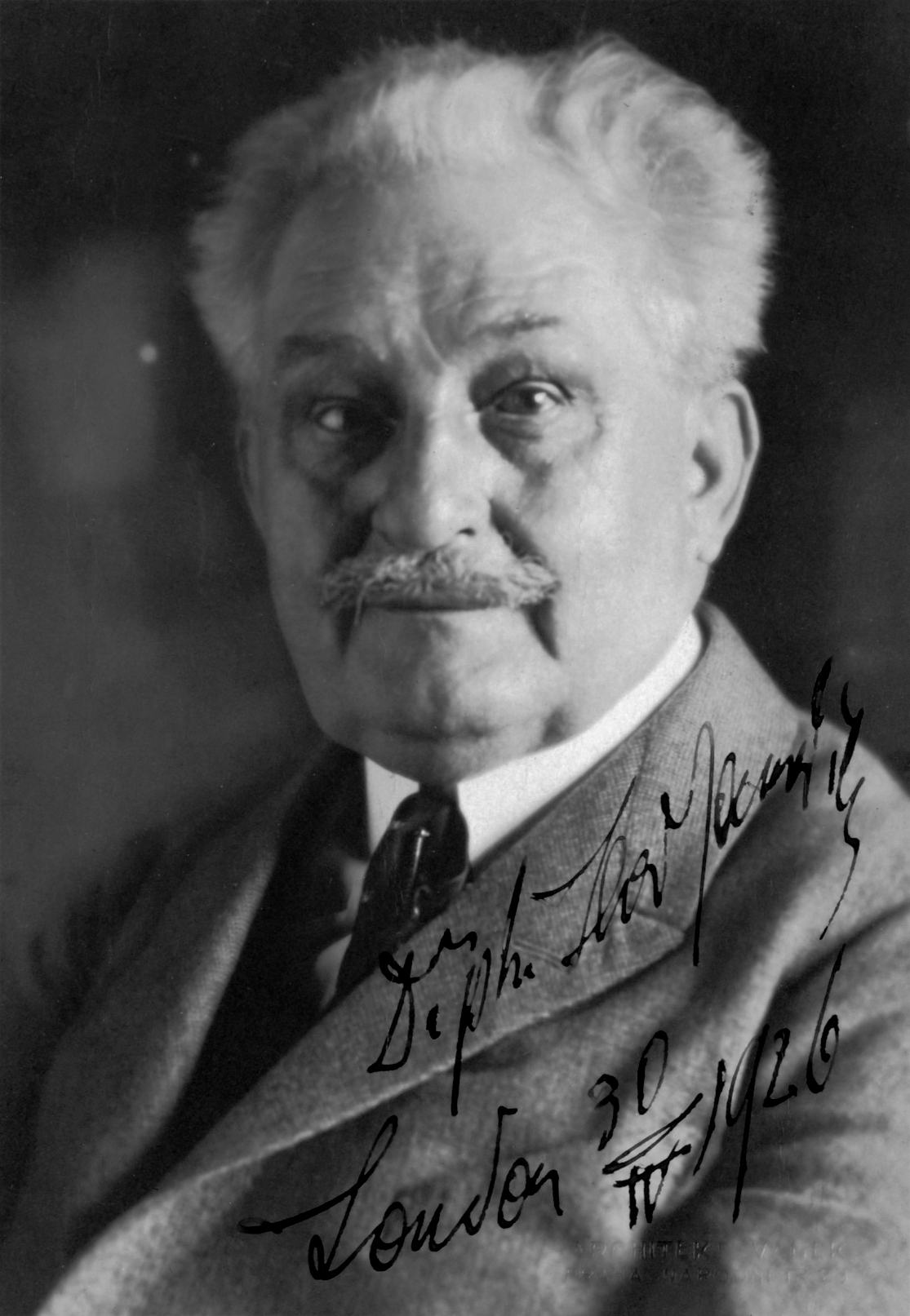
Leoš Janáček (* 3. července)

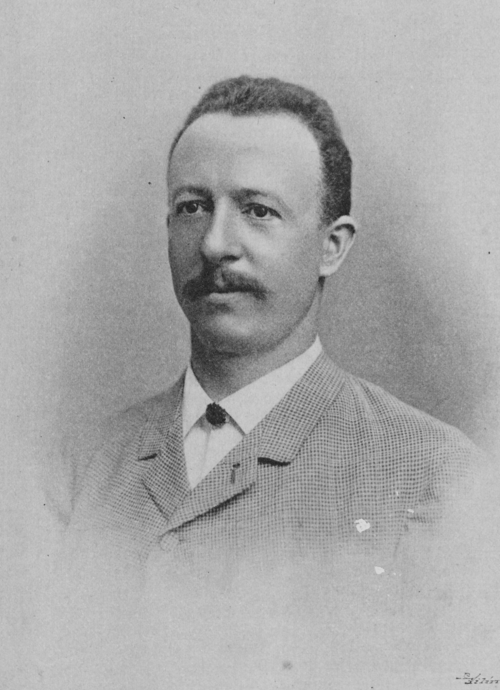
Ignát Herrmann (* 12. srpna)

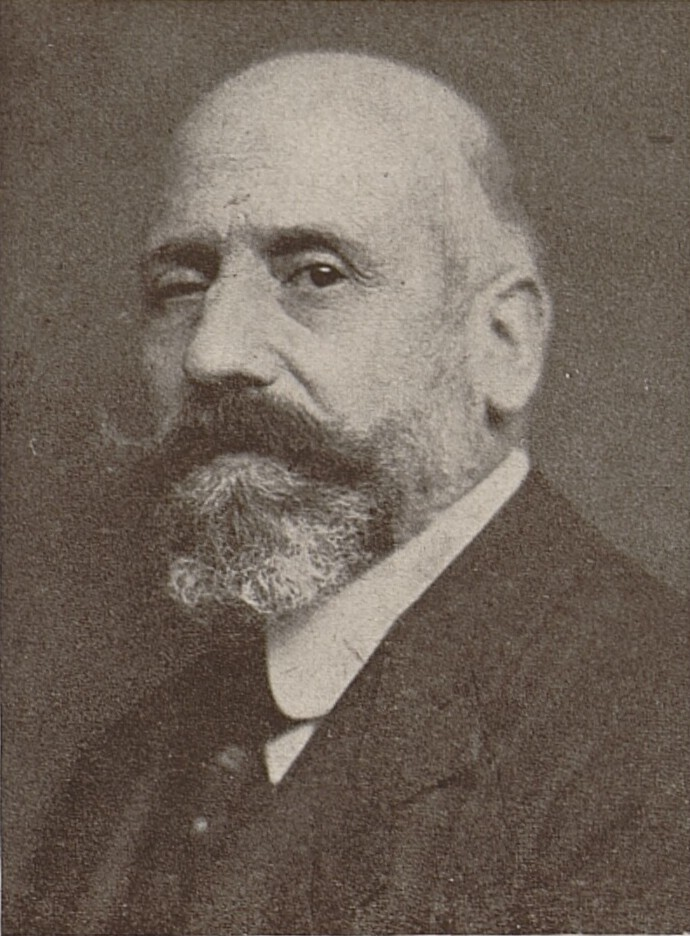
Vojtěch Hynais (* 14. prosince)

- 02. ledna – Vincenc Procházka, politik († 3. ledna 1940)
- 07. ledna – Adam Chlumecký, básník a spisovatel († 23. června 1938)
- 18. ledna – Jaromír Břetislav Košut, orientalista († 3. prosince 1880)
- 10. února – Marie Bittnerová, herečka († 2. ledna 1898)
- 13. února – Maxmilián Pirner, malíř († 2. dubna 1924)
- 27. února – Leander Čech, literární historik, národní buditel († 27. července 1911)
- 06. března – Josef Kaněra, státní úředník a politik († 1. října 1914)
- 11. března – Karel Hostaš, právník, archeolog a politik († 22. června 1934)
- 18. března – Bohuslava Kecková, historicky první česká lékařka († 17. října 1911)
- 09. dubna – Jan Sedlák, světící biskup pražský a spisovatel († 30. září 1930)
- 19. dubna – Rudolf Treybal, zemědělský pedagog, agronom a politik († 24. srpna 1911)
- 25. dubna – Augustin Popelka, právník a politik († 22. května 1938)
- 02. května – Karel Loula, statkář a politik († 24. ledna 1932)
- 20. května – Ferdinand Neunteufl, poslanec Říšské rady a Moravského zemského sněmu († 1939)
- 25. května – Otokar Mokrý, básník, žurnalista a překladatel († 1. ledna 1899)
- 10. června – Josef Kaizl, ekonom a politik († 19. srpna 1901)
- 24. června – Konstantin Jireček, politik, diplomat a historik († 10. ledna 1918)
- 28. června – Hanuš Schwaiger, malíř, tvůrce fantaskních obrazů († 17. června 1912)
- 30. června – Gustav Victor Finger, letecký konstruktér († 25. března 1919)
- 02. července – Vojtěch Schönborn, šlechtic, právník a politik († 10. listopadu 1924)
- 03. července
  - Leoš Janáček, hudební skladatel († 12. srpna 1928)
  - Josef Mašek, československý politik († 5. května 1929)
- 18. července – Emanuel Fait, učitel a cestovatel († 20. listopadu 1929)
- 25. července – Josef Soukup, autor soupisů památek Pelhřimovska a Písecka († 13. října 1915)
- 26. července – Franz Clam-Gallas, šlechtic († 20. ledna 1930)
- 31. července – Renáta Tyršová, kunsthistorička a umělecká kritička, etnografka († 22. února 1912)
- 02. srpna – Artur Kraus, podnikatel, popularizátor astronomie, průkopník sportu a technických novinek († 21. března 1930)
- 09. srpna – Marie Červinková-Riegrová, spisovatelka, libretistka a překladatelka († 19. ledna 1895)
- 11. srpna – Jindřich Metelka, kartograf a politik († 9. září 1921)
- 12. srpna – Ignát Herrmann, spisovatel, humorista a redaktor († 8. července 1935)
- 20. srpna – Jindřich Lorenz, třebíčský knižní nakladatel († 8. října 1935)
- 27. září – Alois Lexa von Aehrenthal, šlechtic a rakouský diplomat a politik († 17. února 1912)
- 29. září – Leopold Katz, advokát a mecenáš umění (19. ledna 1927)
- 03. října – Antonín Sucharda, matematik, rektor brněnské techniky († 20. února 1907)
- 17. října – Alois Daut, architekt († 26. června 1917)
- 02. listopadu – František Bačkovský, literární vědec († 29. listopadu 1909)
- 08. listopadu – František Bílý, středoškolský pedagog, literární historik, kritik, autor učebnic češtiny a němčiny, čítanek a antologií († 17. června 1920)
- 09. listopadu – Josef Miroslav Weber, houslista a hudební skladatel žijící v cizině († 1. ledna 1906)
- 01. prosince – Josef Mauder, sochař a malíř († 15. listopadu 1920)
- 09. prosince – Bohuš Pavel Alois Lepař, právník, novinář a spisovatel († 2. dubna 1927)
- 14. prosince – Vojtěch Hynais, malíř a autor současné opony Národního divadla († 22. srpna 1925)

### Svět

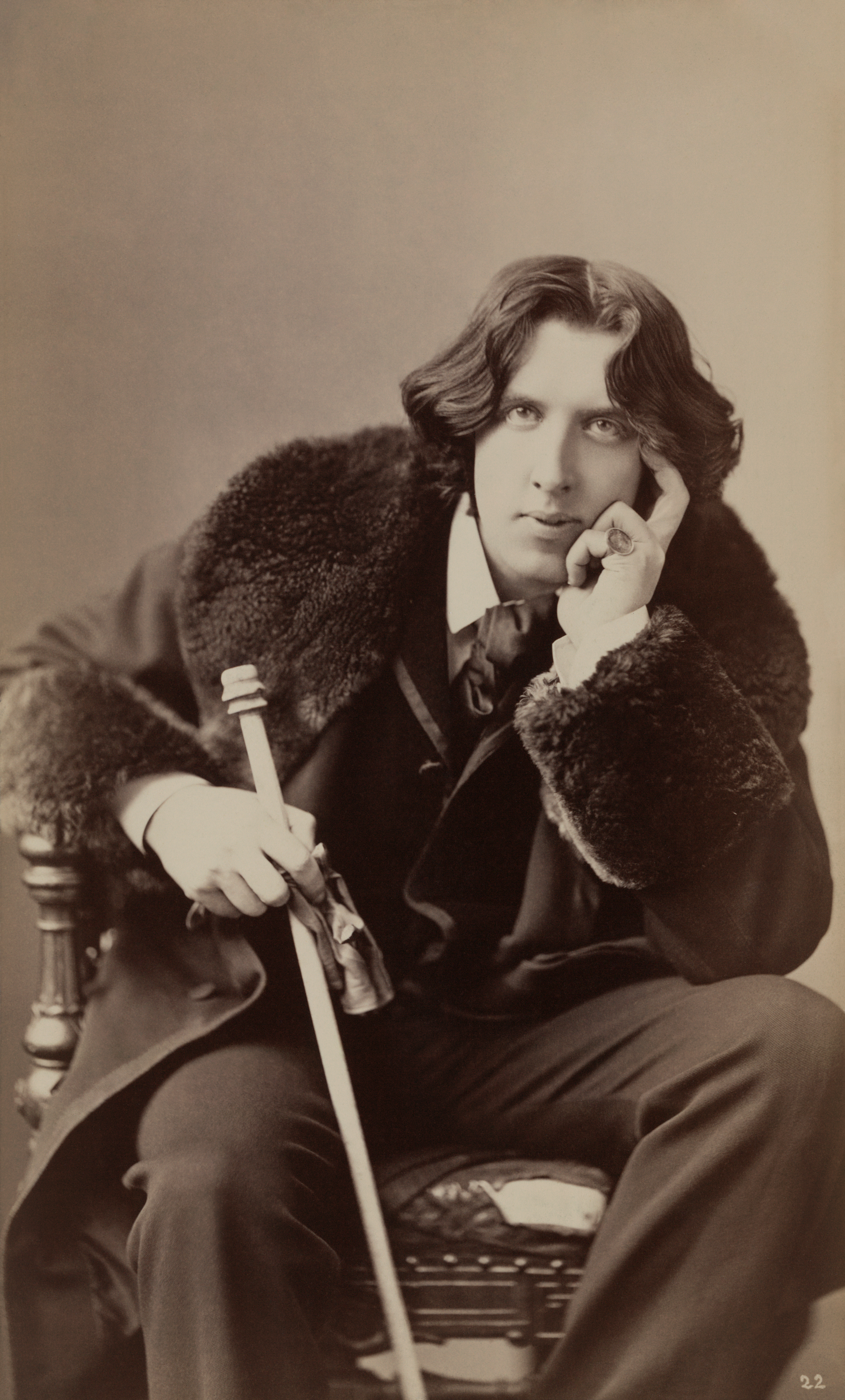
Oscar Wilde (* 16. října)

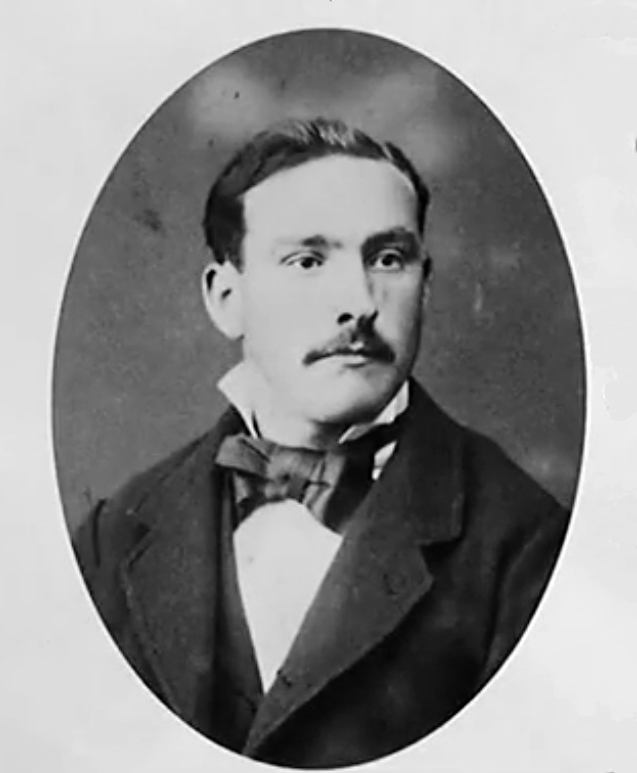
Arthur Rimbaud (* 20. října)

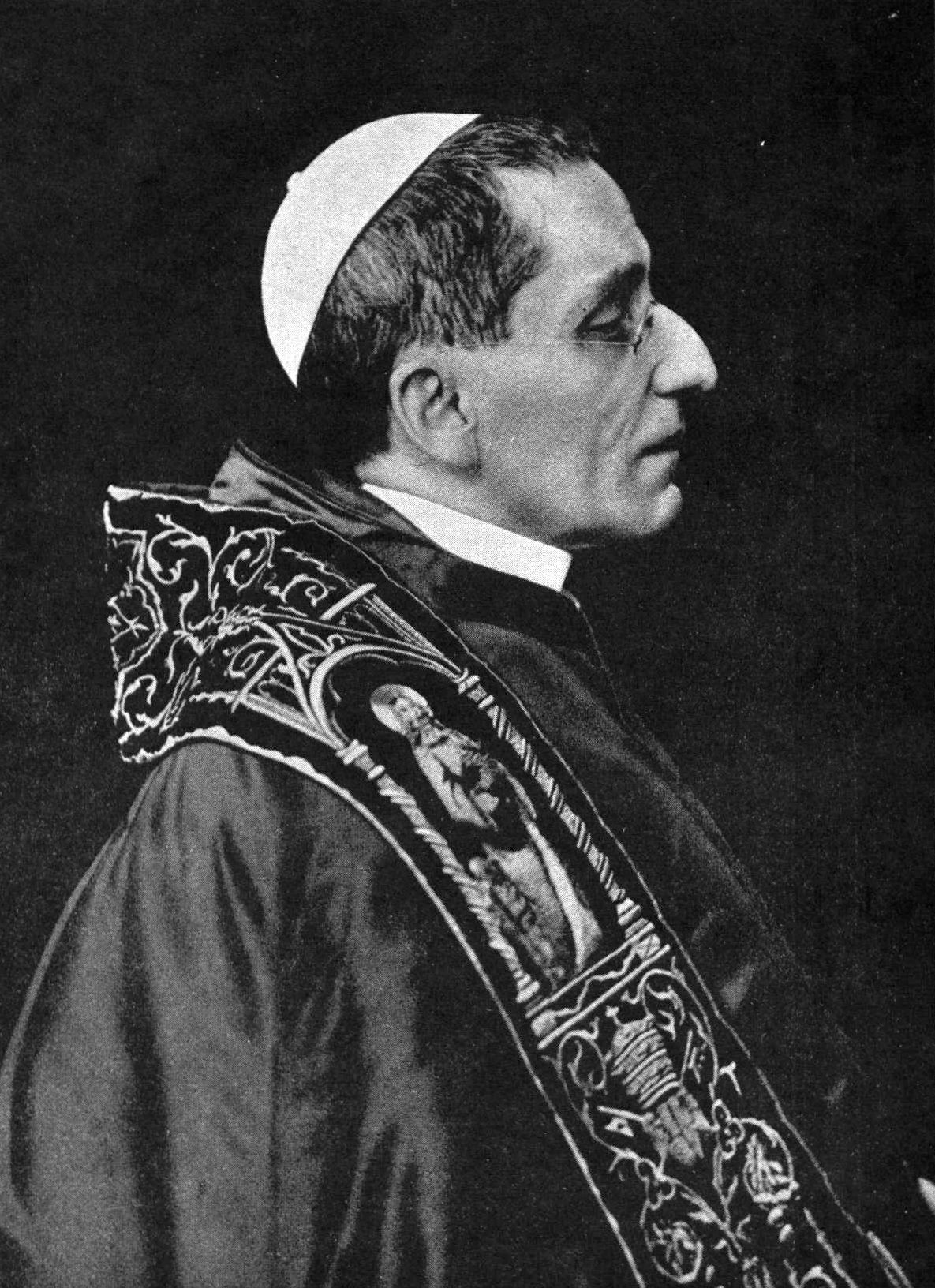
Benedikt XV. (* 21. listopadu)

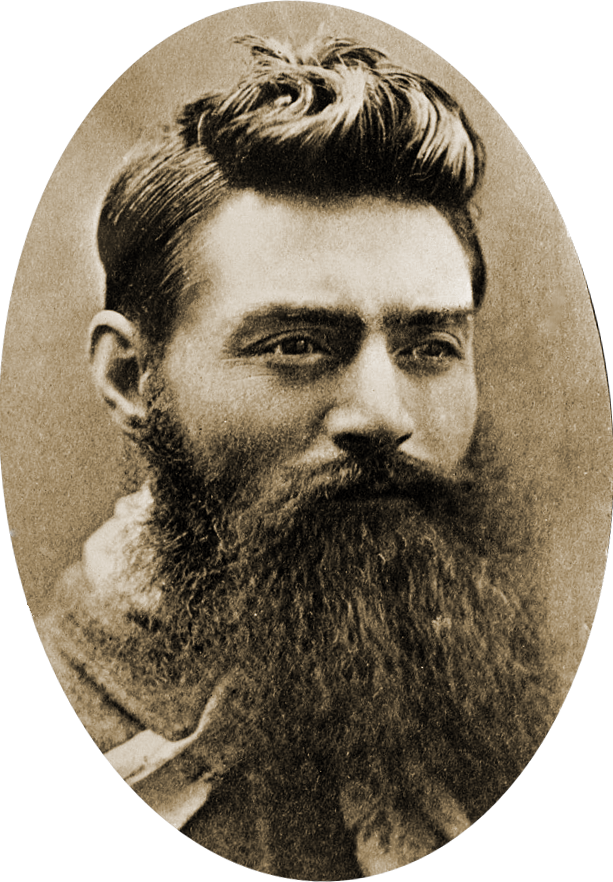
Ned Kelly (* prosinec)

- 01. ledna – James Frazer, skotský antropolog, etnolog a etnograf († 7. května 1941)
- 08. ledna – Andrej Kachnič, slovenský spisovatel († 1. října 1937)
- 09. ledna – Jennie Churchillová, britská šlechtična, matka britského premiéra Winstona Churchilla († 1921)
- 24. ledna – Paul Natorp, německý filozof († 17. srpna 1924)
- 31. ledna – Stefan Stambolov, bulharský politik († 6. června 1895)
- 03. února
  - Julius Schmid, rakouský malíř a kreslíř († 1. února 1935)
  - Artur Bylandt-Rheidt, předlitavský státní úředník a politik († 6. července 1915)
- 09. února – Aletta Jacobsová, nizozemská feministka († 10. srpna 1929)
- 16. února
  - Věra Konstantinovna Romanovová, ruská velkokněžna († 11. dubna 1912)
  - Charles W. Leadbeater, britský duchovní, okultista a spisovatel († 1. března 1934)
- 10. března – Arnošt Muka, lužickosrbský spisovatel († 10. října 1932)
- 14. března
  - Paul Ehrlich, německý chemik, lékař, serolog a imunolog, nositel Nobelovy ceny († 20. srpna 1915)
  - Thomas Riley Marshall, americký politik, 28. viceprezident USA († 1. června 1925)
- 15. března – Emil von Behring, německý lékař a bakteriolog, nositel Nobelovy ceny († 31. března 1917)
- 21. března – Léo Taxil, francouzský mystifikátor († 31. března 1907)
- 27. března – Giovanni Battista Grassi, italský zoolog († 10. května 1925)
- 01. dubna – Augustus Tolton, první černošský katolický kněz v USA († 9. července 1897 )
- 17. dubna – Benjamin Tucker, americký anarchoindividualista († 22. června 1939)
- 22. dubna – Henri La Fontaine, belgický právník, prezident Stálého mezinárodního výboru míru a nositel Nobelovy ceny († 14. května 1943)
- 24. dubna – Franz Klein, předlitavský právní teoretik a politik († 6. dubna 1926)
- 29. dubna
  - Henri Poincaré, francouzský matematik, fyzik, astronom a filozof († 17. července 1912)
  - Paul von Rennenkampf, ruský generál († 1. dubna 1918)
- 30. dubna – Miloslav Francisci, slovenský lékař a hudební skladatel († 29. ledna 1926)
- 05. května – Nikolaj Slavjanov, ruský inženýr a vynálezce svařování elektrickým obloukem za použití odtavující se kovové elektrody († 17. října 1897)
- 09. května – Gedeon Majunke, slovenský architekt († 10. dubna 1921)
- 11. května – Albion Woodbury Small, americký sociolog († 24. března 1926)
- 15. května
  - Émile van Arenbergh, belgický básník († 3. ledna 1934)
  - Ivan Horbaczewski, ukrajinský lékař a chemik († 24. května 1942)
- 24. května – Louis Battenberg, britský admirál († 11. září 1921)
- 10. června – Julius von Kennel, estonský přírodovědec († 24. ledna 1939)
- 13. června – Charles Algernon Parsons, irský vynálezce a technik († 11. února 1931)
- 19. června – Alfredo Catalani, italský operní skladatel († 7. srpna 1893)
- 02. července – Narcisse Théophile Patouillard, francouzský mykolog († 30. března 1926)
- 04. července – Victor Babeș, rumunský lékař, biolog a bakteriolog († 19. října 1926)
- 07. července – Nikolaj Morozov, ruský revolucionář-narodnik a vědec († 30. července1946)
- 11. července – Harold Peto, anglický zahradní architekt († 16. dubna 1933)
- 12. července – George Eastman, americký podnikatel a vynálezce, zakladatel společnosti Kodak († 14. března 1932)
- 15. července – Jacek Malczewski, polský malíř modernismu a symbolismu († 8. října 1929)
- 02. srpna – Francis Marion Crawford, americký spisovatel a dramatik († 9. dubna 1909)
- 15. srpna – Laurits Andersen Ring, dánský malíř († 10. září 1933)
- 22. srpna – Milan I. Obrenović, srbský kníže a poté srbský král († 11. únor 1901)
- 01. září – Engelbert Humperdinck, německý hudební skladatel († 1921)
- 06. září – Max Wladimir von Beck, předlitavský státní úředník a politik († 20. ledna 1943)
- 17. září – David Dunbar Buick, americký vynálezce a zakladatel společnosti Buick Motor Company († 5. března 1929)
- 19. září – George Davison, anglický fotograf († 26. prosince 1930)
- 22. září – Henry Theophilus Finck, americký hudební kritik († 1. října 1926)
- 23. září – Cornelis Lely, nizozemský vodohospodářský inženýr, projektant Zuiderzeewerken, guvernér Surinamu († 22. ledna 1929)
- 02. října – Patrick Geddes, skotský biolog, sociolog, filantrop a průkopník urbanismu († 17. dubna 1932)
- 04. října – Michael Pupin, americko-srbský fyzik a vynálezce († 12. března 1935)
- 10. října – Gerónimo Giménez, španělský hudební skladatel a dirigent († 19. února 1923)
- 16. října – Oscar Wilde, anglický dramatik, prozaik a básník († 30. listopadu 1900)
- 18. října
  - Salomon August Andrée, švédský vzduchoplavec († říjen 1897)
  - Karl Kautsky, německý socialistický politik († 17. října 1938)
- 20. října
  - Alphonse Allais, francouzský humorista, spisovatel a novinář († 1905)
  - Arthur Rimbaud, francouzský básník († 10. listopadu 1891)
- 30. října – Franz Rohr von Denta, rakouský polní maršál († 9. prosince 1927)
- 31. října
  - Otto Sverdrup, norský námořník, polárník a objevitel († 26. listopadu 1930)
  - Adolf Erman, německý egyptolog († 26. června 1937)
- 02. listopadu – Isidor Gunsberg,maďarský a později britský šachista a šachový novinář († 1930)
- 05. listopadu – Paul Sabatier, francouzský chemik († 14. srpen 1941)
- 06. listopadu – John Philip Sousa, americký hudební skladatel († 6. března 1932)
- 08. listopadu – Johannes Rydberg, švédský fyzik († 28. prosince 1919)
- 16. listopadu – Franz Stibral, předlitavský státní úředník a politik († 1. února 1930)
- 19. listopadu – Henri Vallienne, francouzský lékař, esperantista († 1. prosince 1909)
- 21. listopadu – Benedikt XV., 258. papež († 22. ledna 1922)
- 08. prosince – Anna Bilińská, polská malířka († 8. dubna 1893)
- 24. prosince – Thomas Stevens, první člověk, který objel svět na kole († 24. ledna 1935)
- neznámé datum
  - Domenico Anderson, italský fotograf († 1938)
  - Paul Gerber, německý fyzik († 1909)
  - Husajn ibn Alí al-Hášimí, král Hidžázu († 4. června 1931)
  - Alfred Ellis, anglický divadelní fotograf († 1930)

## Úmrtí

### Česko

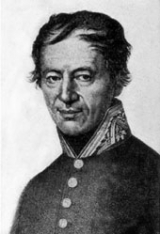
Antonín Jan Jungmann († 10. dubna)

- 10. dubna – Antonín Jan Jungmann, lékař (* 19. května 1775)
- 08. května – Jan Žvejkal, zlatník, autor cestopisu (* 15. července 1783)
- 11. května – Hynek Jakub Heger, těsnopisec, autor první české těsnopisné soustavy (* 5. července 1808)
- 01. června – Martin Kopecký, plzeňský purkmistr (* 5. března 1777)
- 08. července – František Josef z Ditrichštejna, šlechtic (* 28. dubna 1767)
- 28. prosince – Jan Pravoslav Koubek, pedagog, básník a politik (* 5. června 1805)

### Svět

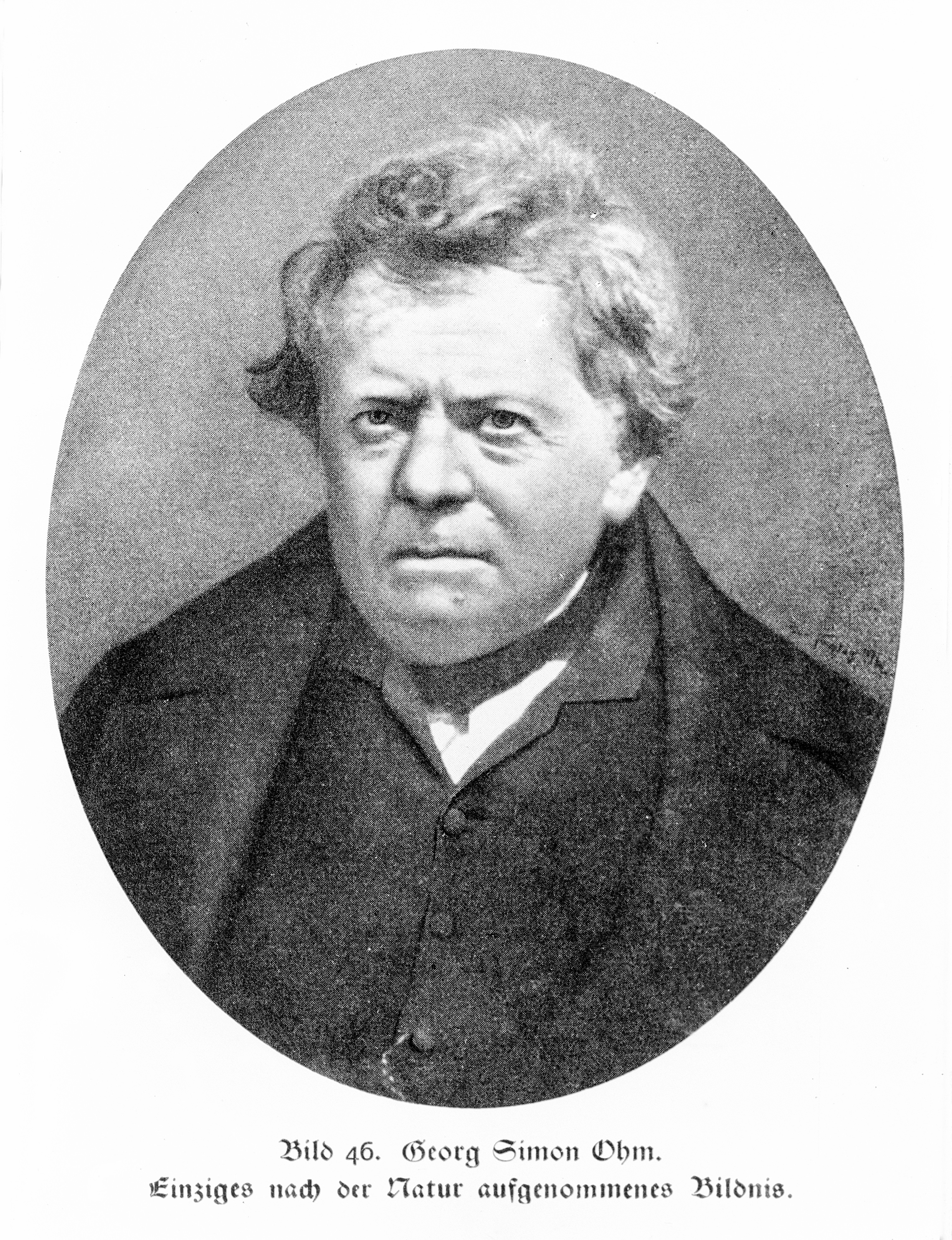
Georg Simon Ohm († 6. července)

- 31. ledna – Silvio Pellico, italský spisovatel a dramatik (* 24. června 1789)
- 17. února – John Martin, anglický malíř romantismu (* 19. července 1789)
- 27. února – Félicité Robert de Lamennais, francouzský kněz, spisovatel, filozof, politický i sociální reformátor (* 19. června 1782)
- 23. března – Karel III. Parmský, parmský vévoda (* 14. ledna 1823)
- 03. dubna – John Wilson, skotský romantický básník a spisovatel (* 18. května 1785)
- 08. dubna – Józef Elsner, německý hudební skladatel, učitel a hudební teoretik (* 1766)
- 11. dubna – Karl Adolph von Basedow, německý lékař (* 28. března 1799)
- 15. dubna – Arthur Aikin, anglický chemik, geolog a vědecký spisovatel (* 19. květen 1773)
- 28. dubna – Nathaniel Wallich, dánský botanik (* 28. ledna 1786)
- 30. dubna – James Montgomery, skotský básník a žurnalista (* 4. listopadu 1771)
- 06. června – Jelizaveta Grigorieva Temkina, pravděpodobně nemanželská dcera carovny Kateřiny (* 24. července 1775)
- 07. června – Charles Baudin, francouzský admirál (* 21. července 1792)
- 15. června – Raffaele Fornari, italský kardinál (* 23. ledna 1787)
- 06. července – Georg Simon Ohm, německý fyzik (* 16. března 1789)
- 19. července – Luisa Amélie Bádenská, bádensko-švédská princezna (* 5. června 1811)
- 05. srpna – Navekmisal Hanımefendi, konkubína osmanského sultána Abdulmecida I. (* asi 1838)
- 09. srpna – Fridrich August II. Saský, saský král (* 18. května 1797)
- 20. srpna – Friedrich Schelling, německý filozof (* 27. ledna 1775)
- 28. srpna – Joachina de Vedruna, katolická řeholnice a světice (* 16. dubna 1783)
- 06. září – Marija Antonovna Naryškinová, milenka ruského cara Alexandra I. (* 2. února 1779)
- 08. září – Elijah Williams, anglický šachový mistr (* 7. října 1809)
- 11. září – Gottlieb Wilhelm Bischoff, německý botanik (* 21. května 1797)
- 02. října – Émilie de Villeneuve, francouzská řeholnice a světice (* 9. března 1811)
- 09. října – Carl Gustaf Mannerheim, finský šlechtic, entomolog a politik (* 10. srpna 1797)
- 07. listopadu – Peter Nobile, rakouský architekt, stavitel a pedagog (* 11. října 1774)
- 13. listopadu – Louis de Beaupoil de Sainte-Aulaire, francouzský politik (* 9. dubna 1778)
- 16. listopadu – Marcellin Marbot, francouzský generál (* 18. srpna 1782)
- 25. listopadu – John Gibson Lockhart, britský literární kritik, spisovatel a básník (* 12. července 1794)
- 03. prosince – Johann Peter Eckermann, německý básník (* 21. září 1792)
- 11. prosince – Johann Baptist Chiari, rakouský porodník a gynekolog (* 15. června 1817)
- 15. prosince – Kamehameha III., havajský král (* 11. srpna 1813)
- neznámé datum – Abdullah bin Abdulkadir Munshi, malajský spisovatel (* 1796)

## Hlavy států
- Francie – Napoleon III. (1852–1870)
- Království obojí Sicílie – Ferdinand II. (1830–1859)
- Osmanská říše – Abdülmecid I. (1839–1861)
- Prusko – Fridrich Vilém IV. (1840–1861)
- Rakouské císařství – František Josef I. (1848–1916)
- Rusko – Mikuláš I. (1825–1855)
- Spojené království – Viktorie (1837–1901)
- Španělsko – Isabela II. (1833–1868)
- Švédsko – Oskar I. (1844–1859)
- USA – Franklin Pierce (1853–1857)
- Papež – Pius IX. (1846–1878)
- Japonsko – Kómei (1846–1867)
- Lombardsko-benátské království – Josef Radecký